# ABブラザーズのオールナイトニッポン
ABブラザーズのオールナイトニッポンは、1985年10月12日から1987年7月までニッポン放送で放送していたオールナイトニッポンの番組。パーソナリティーは、ABブラザーズ（中山秀征と松野大介のコンビ）。

## 概要
長年放送されていた『笑福亭鶴光のオールナイトニッポン』の後継番組として、土曜日のオールナイトニッポン（後に第1部のみ）で放送された。なお、レギュラーでの4時間通してのオールナイトニッポンは1997年10月放送開始の西川貴教のオールナイトニッポンまでなかった。当時ABブラザーズは結成1年目での起用だった。
ABブラザーズというコンビ名が自分たちの血液型に由来していることから、一般投稿者にはハガキに自分の血液型を書いてもらい、本名もしくはラジオネームのあとに「＊型」と読むのを常とした。
4時間放送時代（1985年10月 - 1986年4月）、「ABブラザーズANNファミリー」として、当時ABブラザーズと同じ渡辺プロ所属だった湯江健幸と金山一彦が「タケとキンタ」コンビとして午前3時以降のパート（土曜2部枠）にレギュラー出演していた。当時は二人とも18歳であり、18歳は午前3時以降に仕事をしてはいけないという規則があったため、2部枠は同日、生放送（1部枠）の前に事前録音したものを放送していた。

## 放送時間
- 1985年10月 - 1986年4月（土曜 25:00 - 29:00）
- 1986年4月 - 1987年7月（土曜 25:00 - 27:00）

## 主なコーナー
- 『おいらの家は地蔵前』- リスナーがそれぞれ自分の住んでいる所の田舎ぶりを競い合った[1]。
- 『我こそは親衛隊』- アイドルの親衛隊が電話出演。アイドルの曲をかけて、これに合わせてコールをする[1]。
- 『おさな妻』- 前番組『笑福亭鶴光のオールナイトニッポン』のエロ要素を受け継いだ形の、エッチな電話トークをするコーナー[1]。
- 『TV視聴率アップダウンクイズ』- テレビ番組をいくつか採り上げ、それらの番組の次の週の視聴率をリスナーと共に予測[4]。
- ドクター・ナベ（渡辺祐）のコーナー
  - 他

## コラボレーション企画
コンピュータRPG『桃太郎伝説』の製作が決定した際、『週刊少年ジャンプ』の読者投稿コーナー「ジャンプ放送局」とコラボレーション。同番組内にゲーム開発者のさくまあきら、イラスト担当の土居孝幸らが出演する1コーナーが設けられた。リスナーからゲーム内で使用するギャグやアイデアを募った。採用者はエンディングクレジット「スペシャルサンクス」に名前が表示されている。なお、ABブラザーズのふたりも「マッちゃん」「ヒデちゃん」としてクレジットされている。